# Purpuricenus globulicollis
Purpuricenus globulicollis es una especie de escarabajo longicornio del género Purpuricenus, tribu Trachyderini, familia Cerambycidae. Fue descrita científicamente por Dejean en 1839.

## Distribución geográfica
Se distribuye por Albania, Austria, Bulgaria, España, Francia, Grecia, Hungría, Italia, Rumanía, Eslovenia, Yugoslavia, Rusia, Croacia, Serbia, Suiza y Ucrania.

## Descripción
Mide 12-15 milímetros de longitud. El período de vuelo ocurre en los meses de junio, julio, agosto y septiembre. Parte de su dieta se compone de plantas de las familias Fagaceae y Rosaceae.